# Barbara Schöne
Barbara Schöne (* 19. Mai 1947 in Berlin) ist eine deutsche Schauspielerin und Sängerin.

## Leben
Barbara Schönes Vater ist der Regisseur und Schauspieler Werner Schöne. Sie bestand schon im Jahr 1963, im Alter von 15 Jahren, die Aufnahmeprüfung an der Berliner Max-Reinhardt-Schule für Schauspiel, wo sie 1967 ihren Abschluss machte. Ihr erstes Engagement erhielt sie am Renaissance-Theater. Seitdem steht sie auf der Bühne und vor der Kamera. Größere Bekanntheit erlangte sie als Co-Moderatorin von Harald Juhnke in dessen ZDF-Sendung Musik ist Trumpf (1979–1981). Schöne spielte bei zahlreichen Fernsehreihen wie Das Traumschiff, Schillerstraße oder In aller Freundschaft mit.
Ende der 1970er Jahre gehörte sie zu den meistbeschäftigten Schauspielerinnen im deutschen Fernsehen. 1979 stellte Barbara Schöne ihre Debütsingle So zart wie Mozart vor. Sie bewarb sich mit dem Lied Ick liebe Berlin beim Grand Prix der Volksmusik 1986, doch erreichte das Lied nicht das Finale.
Schöne ist seit mehr als 15 Jahren im Kuratorium der Berliner Aids-Hilfe tätig. Sie wurde 2017 mit dem Verdienstorden des Landes Berlin ausgezeichnet.
Schöne wohnt in Berlin und ist bis heute vor der Kamera aktiv. Des Weiteren tritt sie regelmäßig als Gast in Fernsehsendungen auf, so war sie unter anderem zweimal in Wer weiß denn sowas? und der NDR Talk Show zu Gast.
Aus ihrer Ehe mit Herbert Günther Schlichting hat sie einen 1984 geborenen Sohn Florian Schöne, der ebenfalls als Schauspieler tätig ist.

## Filmografie (Auswahl)
- 1969: Stewardessen
- 1970: Der Portland-Ring
- 1970: Bambule
- 1970: Mein Freund Harvey
- 1971: Willi wird das Kind schon schaukeln
- 1974: Preussenkorso Nr. 17
- 1975: Beschlossen und verkündet – Jean
- 1975: Tatort – Die Rechnung wird nachgereicht
- 1976: Unter einem Dach – Wanzen
- 1976: Der Mann, der sich nicht traut
- 1978: Ein Mann für alle Fälle (Fernsehserie)
- 1982: Schuld sind nur die Frauen (mit Harald Juhnke)
- 1982: Die Krimistunde (Fernsehserie, Folge 2, Episode: „Schabernack mit einer alten Dame“)
- 1983: Ravioli
- 1984: Berliner Weiße mit Schuß
- 1987: Die Krimistunde (Fernsehserie, Folge 28, Episode: „Verbrechen aus Leidenschaft“)
- 1989: Praxis Bülowbogen
- 1994: Heimliche Zeugen
- 1994: Richter zum Küssen
- 1995: Nich’ mit Leo
- 2001: Zweikampf
- 2001: Nesthocker – Familie zu verschenken
- 2001: Dr. Sommerfeld – Neues vom Bülowbogen
- 2002: Auch erben will gelernt sein
- 2002: Klinikum Berlin Mitte – Leben in Bereitschaft
- 2002: Die Rosenheim-Cops – Das Geheimnis vom Chiemsee
- 2002: Baltic Storm
- 2003: Blond am Freitag
- 2003: Das Traumschiff
- 2003: Adelheid und ihre Mörder – Der schwarze Bube
- 2004–2006: In aller Freundschaft
- 2004–2006: Schillerstraße
- 2004: Die Sturmflut
- 2005: Tote Hose
- 2007: Ein starkes Team – Stumme Wut
- 2007: Wie verführ’ ich meinen Ehemann
- 2007: Deutschland ist schön – Die Allstar Comedy
- 2010: Prinz & Bottel
- 2012: SOKO Stuttgart – Kleine Kreuzfahrt
- 2014: Die letzten Millionen – Wenn das Altenheim im Lotto gewinnt
- 2015: Eins ist nicht von dir
- 2016: Die Spezialisten – Im Namen der Opfer (Folge 1: Der verlorene Sohn)
- 2016: Mängelexemplar
- 2018: SOKO Stuttgart – Wer rastet, rostet
- 2019: Ein starkes Team – Eiskalt
- 2019: Käse und Blei
- 2021: Ein Tisch in der Provence: Zwei Ärzte im Aufbruch
- 2021: Ein Tisch in der Provence: Unverhoffte Töchter
- 2022: Fritzie – Der Himmel muss warten – Bund fürs Leben
- 2024: WaPo Berlin – Romeos Tod

## Bekanntere Titel
- So zart wie Mozart, 1980
- Ick liebe Berlin, 1986
- Sag’s mir, 2006 Barbara Schöne feat. HERZ

## Diskografie
- So zart wie Mozart, Single 1980
- Barbara Schöne Geschichten, Album 1993
- Sag’s mir, 2006 Barbara Schöne feat. HERZ